# 施派埃尔
施派埃尔是德国莱茵兰-普法尔茨州的一个市镇。总面积42.59平方公里，总人口50036人，其中男性24085人，女性25951人（2011年12月31日），人口密度1 175人/平方公里。